# Малий Кайман
Малий Кайман (англ. Little Cayman) — найменший з Кайманових островів як за площею, так і за чисельністю населення. Острів Малий Кайман лежить за 8 кілометрів на захід від острова Кайман Брак. Площа Малого Каймана становить 16 км². Поверхня острова низинна, лише в північній частині берег досягає висоти 12 м.

## Історія
Острів відкрито Христофором Колумбом 10 травня 1503 під час його четвертої та останньої експедиції. Перше поселення на Малому Каймані з'явилося в XVII столітті, коли мисливці на черепах розкинули на острові свій табір. Після рейду іспанських каперів у 1671 році табір був згорнутий, і острів залишався безлюдний аж до 1833 року. На початку XX століття на Малому Каймані жило кілька людей, які добували фосфати і вирощували кокосову пальму. В даний час, як і всі острови Кайманів, є володінням Великої Британії.

## Туризм
Розвинений туризм, перш за все, занурення з аквалангом. Дістатися до Малого Каймана можна на літаках авіакомпанії «Cayman Airways». На території острова є магазин, кілька ресторанів, аеропорт, поштове відділення, пожежна станція і одна церква. Флора та фауна, характерна для Карибських островів, зокрема, найбільша популяція червононогі олуші.